# Muchacha con el juego de la pluma
La muchacha con el juego de la pluma o Muchacha con volante (en francés, La fillette au volant) es un cuadro del pintor francés Jean Siméon Chardin. Está realizado en óleo sobre lienzo. Mide 82 cm de alto y 66 cm de ancho. Fue pintado hacia 1740, encontrándose actualmente en la Galería de los Uffizi, de Florencia (Italia), donde se expone con el título de Fanciulla che gioca al volano («Muchacha que juega al volante»).
Es una escena de género, esto es, una pintura que representa una escena doméstica, que denota influencia de los flamencos. Se ha representado a una criatura abstraída en su mundo de juegos. En este sentido, refleja el interés que despertó en el siglo XVIII el mundo infantil, como se refleja en las obras de Jean-Jacques Rousseau.
La muchachita sostiene el volante de su juego de raqueta y ha quedado ensimismada, ajena a todo lo que le rodea. El artista no intentó en ningún momento dar sensación de movimiento. La niña completamente inmóvil, la mirada fija, posa reflejando con su actitud la vigilancia permanente de la que es objeto, pero no pierde la naturalidad. Caracterizan a esta obra su delicadeza.
Al igual que ocurre en El niño de la peonza, Chardin refleja aquí a «una criatura, próxima a la naturaleza, inocente y auténtica», que permanece allí donde nadie la inquieta: en el paraíso perdido de la infancia.